# Осипчук, Дорофей Зиновьевич
Осипчук Дорофей Зиновьевич (4 июня 1905 года — 1995 год) — генерал-майор, деятель советского Военно-морского флота, участник Великой Отечественной войны, защитник Ленинграда.

## Биография
Родился 4 июня 1905 года в селе Черепашинцы Подольской губернии, Российская империя. В 1931 году окончил Одесскую артиллерийскую школу, затем в 1932 году прошел обучение на курсах усовершенствования командного состава ПВО в Севастополе. С 1936 года в звании от начальника штаба 13-го отдельного артиллерийского дивизиона до командира 6-го полка зенитной артиллерии служил на Балтийском флоте. В 1942 году командовал дивизией ПВО Балтийского флота.
После Великой Отечественной войны служил командиром артиллерийской группы ПВО 5-го Военно-морского флота.
В период с 1956 по 1958 год был военным советником в Китае, преподавал в одном из военно-морских училищ. В 1960 году уволен в запас.
Скончался в 1995 году в Санкт-Петербурге и был похоронен на Серафимовском кладбище.

## Награды
- Медаль «За оборону Ленинграда»[3] 22.12.1942
- Орден Красного Знамени 01.04.1943
- Орден Отечественной войны I степени 27.07.1944
- Орден Красной Звезды 03.11.1944
- Медаль «За победу над Германией в Великой Отечественной войне 1941—1945 гг.» 09.05.1945
- Орден Отечественной войны II степени[4] 23.05.1945
- Орден Красного Знамени 06.11.1947
- Орден Ленина 26.02.1953
- Орден Отечественной войны I степени 1985
- Орден Жукова 1995